# Darren Murray
Pour les articles homonymes, voir Murray.
Darren Murray, né le 2 avril 1991 au Cap, est un nageur sud-africain. 

## Carrière
Darren Murray est médaillé d'or du 4 x 100 mètres quatre nages et médaillé d'argent du 50, 100 et 200 mètres dos aux Championnats d'Afrique de natation 2008 à Johannesbourg. Aux Championnats d'Afrique de natation 2010 à Casablanca, il est médaillé d'or du 50, 100 et 200 mètres dos ainsi que du 4 x 100 mètres quatre nages. 
Aux Jeux africains de 2011 à Maputo, il remporte la médaille d'or du 200 mètres dos et la médaille d'argent du 100 mètres dos.
Il participe ensuite aux Jeux olympiques de 2012 à Londres, où il est éliminé en séries du 200 mètres dos.